# Thrassa
Thrassa (altgriechisch Θράσσα Thrássa) ist eine Gestalt der Griechischen Mythologie.
Sie war eine Nymphe aus dem Stamm der Triballer, die in Thrakien ansässig waren. Ihre Eltern waren  der Gott des Krieges Ares und die Nymphe Tereine. Thrassa ehelichte den thrakischen König Hipponoos. Sie hatten Polyphonte als gemeinsame Tochter.